# Theodor Möbius
August Theodor Möbius (* 22. Juni 1821 in Leipzig; † 25. April 1890 ebenda) war ein deutscher skandinavistischer und germanistischer Mediävist. Er war Professor an den Universitäten von Leipzig und Kiel.

## Werdegang
Möbius war der Sohn des Mathematikers und Astronomen August Ferdinand Möbius. Sein jüngerer Bruder war der Pädagoge Paul Möbius.
Theodor Möbius wuchs auf der Pleißenburg auf, wo sich die alte Leipziger Sternwarte befand, der sein Vater damals als Observator vorstand. Nach dem Besuch der Nikolaischule studierte er klassische Philologie, 1840–42 in Leipzig, 1843/44 in Berlin. Er promovierte 1844 in Leipzig und legte dort auch sein Staatsexamen ab. Von 1845 bis 1861 war er Assistent und später Kustos an der Leipziger Universitätsbibliothek. Seiner Habilitation (1852) folgte 1859 die Ernennung zum außerordentlichen Professor. 1865 folgte er schließlich einem Ruf nach Kiel.
Möbius verstand die nordische Philologie als Teil der Germanistik. Zu seinen Beschäftigungsfeldern zählten unter anderem auch die Altgermanistik und die altenglische Sprache und Literatur. Einen Großteil seiner Tätigkeit widmete er der Edition altnordischer Texte. Außerdem gab er ein altnordisch-deutsches Wörterbuch heraus.

## Werke (Auswahl)
- Über die ältere isländische Saga, Leipzig:  Giesecke & Devrient 1852
- Catalogus librorum Islandicorum et Norvegicorum aetatis mediae editorum versorum illustratorum. Skáldatal sive poetarum recensus Eddæ Upsalensis, Leipzig: Engelmann 1856
- Analecta norrœna. Auswahl aus der isländischen und norwegischen Litteratur des Mittelalters, Leipzig: Hinrichs 1859 (2. Ausgabe 1877)
- Über die altnordische Philologie im skandinavischen Norden, Leipzig: Serig 1864
- Altnordisches Glossar. Wörterbuch zu einer Auswahl alt-isländischer und alt-norwegischer Prosatexte, Leipzig: Teubner 1866
- Dänische Formenlehre, Kiel: Schwers 1871
- Über die altnordische Sprache, Halle: Verl. d. Buchhandlung d. Waisenhauses 1872

- Verzeichniss der auf dem Gebiete der altnordischen (altisländischen und altnorwegischen) Sprache und Literatur von 1855 bis 1879 erschienenen Schriften, Leipzig: Engelmann 1880